# Nils Erik Nilsson

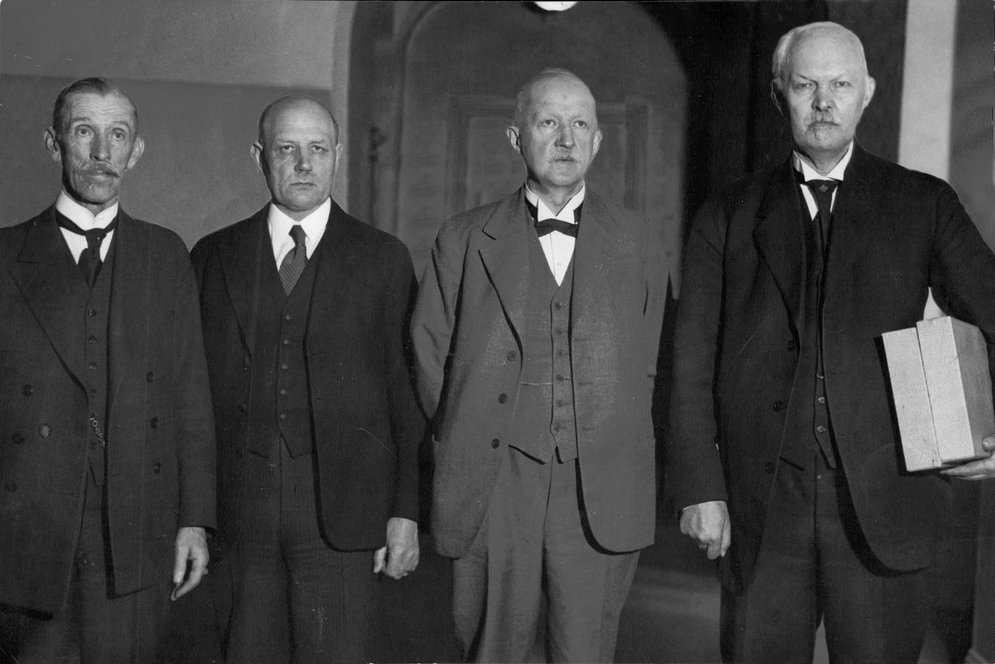
Nilsson, längst till vänster, i en deputation från högern i Norrbotten som 1936 uppvaktade ordföranden i försvarsutskottet, Axel Pehrsson-Bramstorp.

Nils Erik Nilsson (i riksdagen kallad Nilsson i Antnäs), född 22 december 1866 i Nederluleå socken, död 10 april 1957 i Nederluleå församling, var en svensk hemmansägare och högerpolitiker. 
Nilsson hade i hemtrakterna innehaft flera kommunala och andra förtroendedrag då han invaldes som riksdagsledamot i andra kammaren 1914-1940, fram till 1921 för Norrbottens läns södra valkrets och från 1922 för Norrbottens läns valkrets. Han var ledamot av Konstitutionsutskottet 1921-23, av 1:a lagutskottet från 1924 och var statsrevisor 1927-29. Nilsson var även aktiv i högerpartiets organisationsarbete och propagandaverksamhet. Han skrev i riksdagen 56 egna motioner särskilt om vägar och järnvägar.